# ワシントン・コロシアム
ワシントン・コロシアム(Washington Coliseum)は、アメリカ合衆国、ワシントンD.C.にかつて存在した屋内競技施設。

## 歴史
「マイクおじさん (Uncle Mike)」と呼ばれたミゲル・L・ウライン(Miguel L. Uline)によって、彼が所有したアイスホッケーチーム、ワシントン・ライオンズ（現在は消滅）の本拠地として1941年に建設された。建設当初はウライン・アリーナ(Uline Arena)と呼ばれていたが、1959年に名前がワシントン・コロシアムに変更され、その当時、首都ワシントンD.C.にあって観客7,000人収容できる唯一の屋内競技場だった。アイススケート、格闘技、バレエ、音楽ホール、サーカスさらには集会場としても使用可能な多目的施設としての機能を備えていた。ここで初期に行われたイベントの一つは、真珠湾攻撃が始まる数週間前、第二次世界大戦への米国の参加意識を高揚させる目的で開催された、プロアメリカラリーと呼ばれる集会だった。
レッド・アワーバック率いるバスケットボールチームワシントン・キャピトルズが1946年の創設時から1951年の解散時まで本拠地として使用した。その後アメリカンバスケットボール協会所属のオークランド・オークスが 1969/70年シーズンにワシントン・キャップスに名称変更、本拠地として使用したが、チームはわずか1年でバージニア・スクワイアーズへと名称変更、バージニア州ノーフォークに移動した。
ボブ・ディランのアルバム「グレイテストヒッツ」のジャケットの写真は、1966年のワシントン・コロシアムでのコンサートで撮影された物である。

## ビートルズ初のアメリカコンサート会場として
1964年2月には、ビートルズが初めてアメリカ合衆国に上陸し、エド・サリヴァン・ショー初出演直後の2月11日に開催されたアメリカで初めてのコンサート会場となった。競技施設のため、中央に設けられたボクシングのリング上がステージとなり、ビートルズのメンバー達は、時々四方に向きを変えて演奏せねばならず、ドラマーのリンゴ・スターは、ドラムごと回転台に乗せられて向きを変えなければならなかった。また前日のインタビューで「アメリカで好きな食べ物は？」と聞かれたジョン・レノンが冗談に「ゼリービーンズ」と答えた為、当日ステージに四方からゼリービーンズを投げ込まれる始末となった。

## 近年
建物は現在もまだワシントン・ユニオン駅の近くのワシントン市内北東部に残っており、1994年から2003年までワシントン市清掃局の下請け会社がごみ集積所として利用していたが、現在は屋内駐車場として利用されている。
2006年11月に、ワシントンの歴史的建造物として正式に認可が下り、現在は保存への努力が進められている。またこの地域は、将来的に再開発が進められ、新たな町の役割を担う中心地として注目されている。